# فریمنتل
فریمنتل (انگلیسی: Fremantle) یک شهر بندری در استرالیای غربی ست.

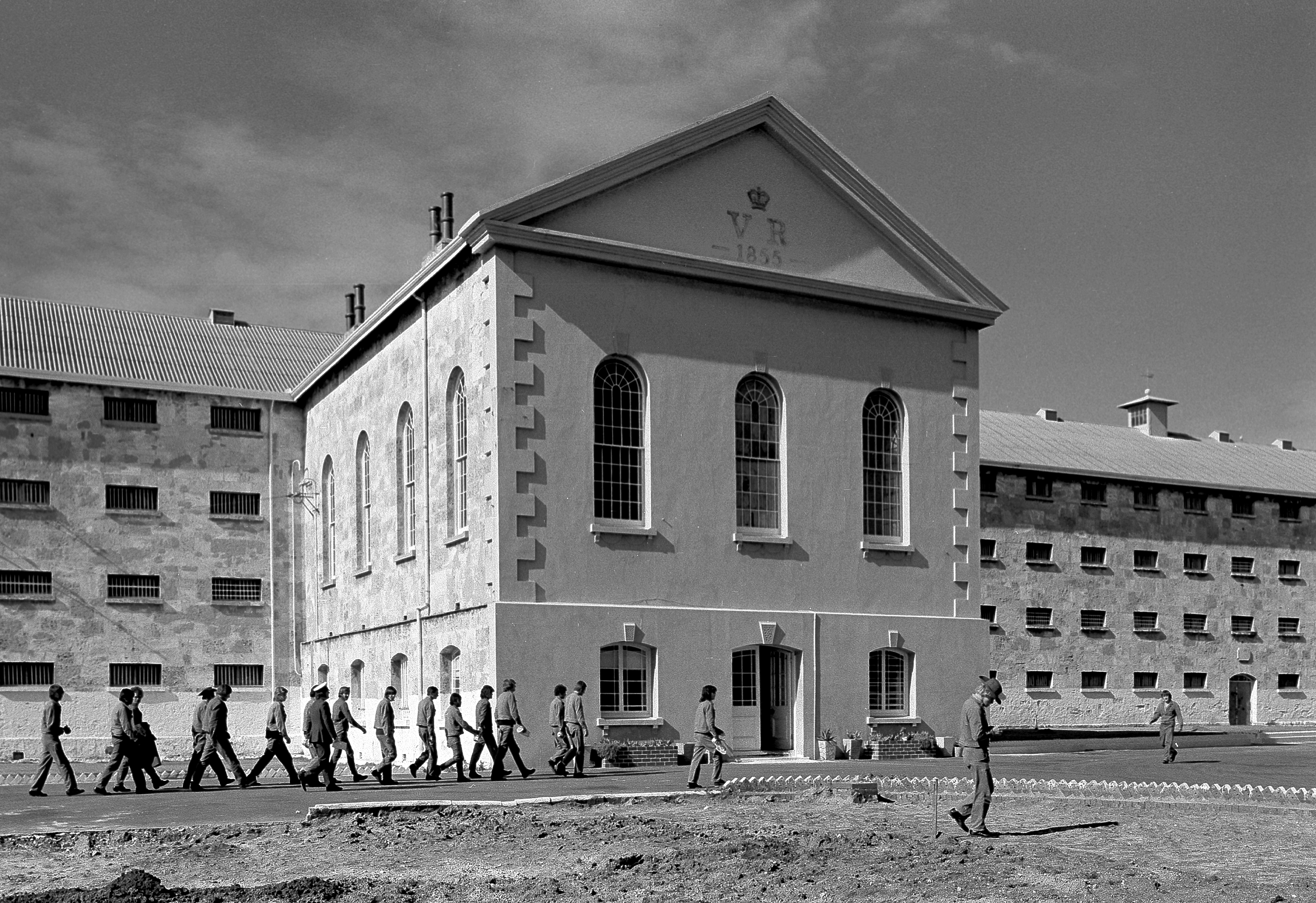
زندان فریمنتل یک زندان سابق استرالیا و ثبت شده در میراث جهانی یونسکو واقع در فریمنتل، استرالیای غربی است. این سایت شش هکتاری شامل بلوک‌های سلولی زندان، دروازه، دیوارهای پیرامونی، کلبه‌ها و تونل‌ها است. در ابتدا برای محکومینی که از بریتانیا منتقل می‌شدند استفاده می‌شد، اما در سال ۱۸۸۶ برای استفاده برای زندانیان محلی به دولت استعماری منتقل شد. کمیسیون‌های سلطنتی در سال‌های ۱۸۹۸ و ۱۹۱۱ برگزار شد و برخی اصلاحات را در سیستم زندان ایجاد کرد، اما تغییرات مهمی تا دهه ۱۹۶۰ آغاز نشد. اداره دولتی مسئول زندان در دهه‌های ۱۹۷۰ و ۱۹۸۰ چندین بار ساختار زندان را تغییر داد، اما فرهنگ زندان فریمنتل در برابر تغییر مقاوم بود. نارضایتی روزافزون زندانیان در شورش سال ۱۹۸۸ با گروگان گرفتن نگهبانان و آتش‌سوزی که ۱٫۸ میلیون دلار خسارت به بار آورد به اوج خود رسید. این زندان در سال ۱۹۹۱ بسته شد و با زندان جدید کاسورینا که امنیت بیشتری جایگزین شد.